# Campionati mondiali di ginnastica ritmica 2019
I XXXVII Campionati mondiali di ginnastica ritmica si sono svolti alla National Gymnastics Arena di Baku, in Azerbaigian, dal 16 al 22 settembre 2019. L'evento determina anche una quota di squadre e di individualiste qualificate ai Giochi della XXXII Olimpiade, garantendo l'accesso alla manifestazione ai primi cinque gruppi classificati nel concorso generale e alle prime sedici individualiste.

## Programma

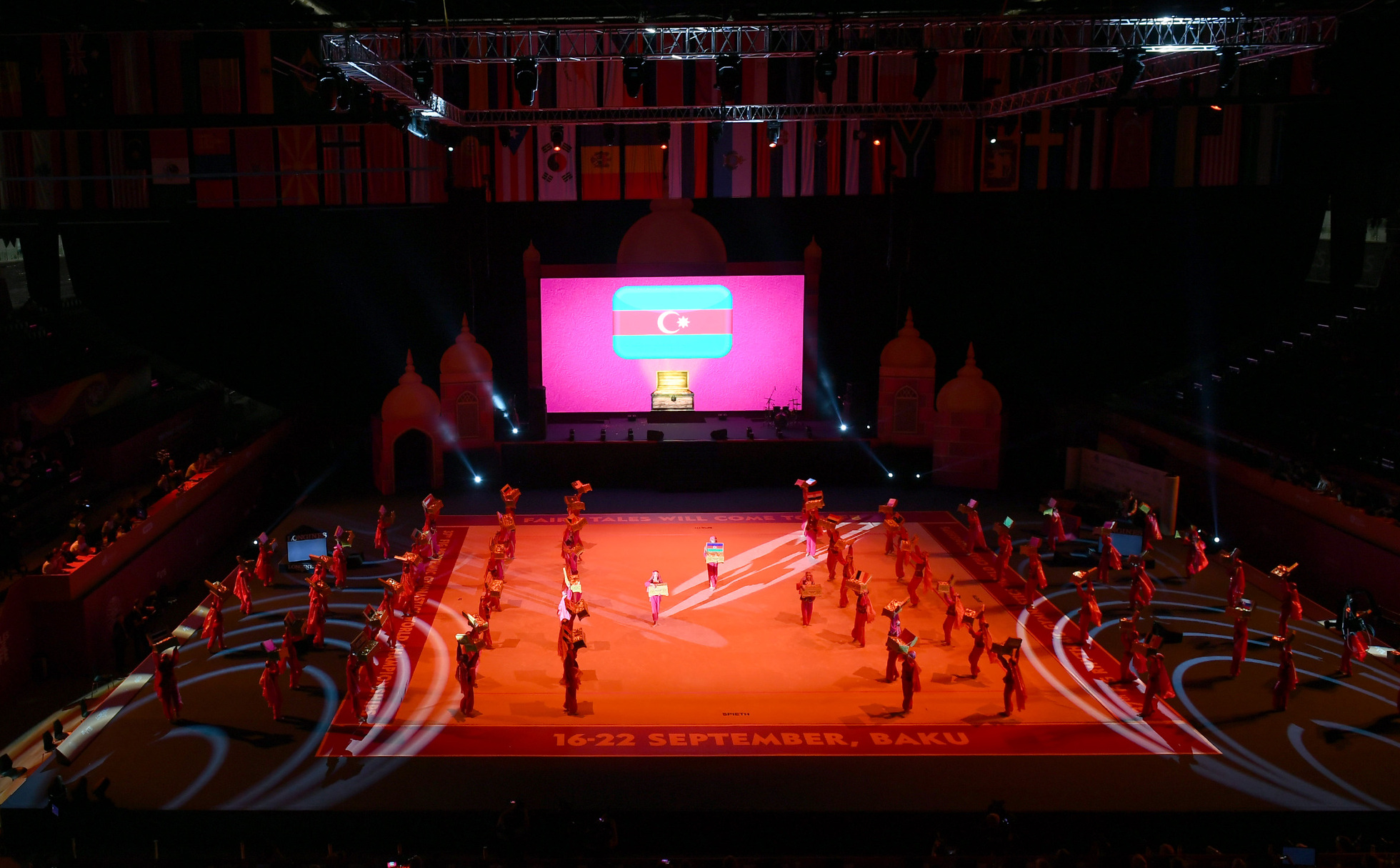
Cerimonia di apertura

Orari in UTC+4
- Lunedì 16 settembre

12:00 - 13:20 Qualificazioni individuali cerchio e palla - Gruppo A
13:35 - 15:00 Qualificazioni individuali cerchio e palla - Gruppo B
16:00 - 17:20 Qualificazioni individuali cerchio e palla - Gruppo C
17:35 - 18:50 Qualificazioni individuali cerchio e palla - Gruppo D
19:15 - 20:00 Cerimonia di apertura
- Martedì 17 settembre

10:00 - 11:20 Qualificazioni individuali cerchio e palla - Gruppo C
11:35 - 12:50 Qualificazioni individuali cerchio e palla - Gruppo D
14:00 - 15:20 Qualificazioni individuali cerchio e palla - Gruppo A
15:35 - 17:00 Qualificazioni individuali cerchio e palla - Gruppo B
19:30 - 20:00 Finale individuale cerchio
20:05 - 20:35 Finale individuale palla
- Mercoledì 18 settembre

12:00 - 13:40 Qualificazioni individuali clavette e nastro - Gruppo D
13:55 - 15:40 Qualificazioni individuali clavette e nastro - Gruppo C
16:40 - 18:40 Qualificazioni individuali clavette e nastro - Gruppo B
18:55 - 20:50 Qualificazioni individuali clavette e nastro - Gruppo A
- Giovedì 19 settembre

9:00 - 11:00 Qualificazioni individuali clavette e nastro - Gruppo B
11:15 - 13:10 Qualificazioni individuali clavette e nastro - Gruppo A
14:10 - 15:50 Qualificazioni individuali clavette e nastro - Gruppo D
16:05 - 17:50 Qualificazioni individuali clavette e nastro - Gruppo C
19:30 - 20:00 Finale individuale clavette
20:05 - 20:35 Finale individuale nastro
- Venerdì 20 settembre

14:30 - 17:25 Finale concorso individuale - Gruppo B
17:40 - 20:35 Finale concorso individuale - Gruppo A
- Sabato 21 settembre

14:30 - 16:10 Concorso generale a squadre - Gruppo A
16:30 - 18:10 Concorso generale a squadre - Gruppo B
- Domenica 22 settembre

14:30 - 15:13 Finale squadre 5 palle
15:15 - 15:58 Finale squadre 3 cerchi / 2 clavette
16:15 - 16:45 Cerimonia di chiusura e gala

## Nazioni partecipanti
- Andorra (1)
- Angola (4)
- Australia (3)
- Austria (3)
- Azerbaigian (9)
- Belgio (1)
- Bielorussia (10)
- Bolivia (2)
- Brasile (8)
- Bulgaria (9)
- Canada (9)
- Capo Verde (1)
- Cina (9)
- Cipro (3)
- Colombia (3)
- Corea del Nord (7)
- Corea del Sud (4)
- Croazia (3)
- Danimarca (3)
- Egitto (4)
- Estonia (9)
- Finlandia (9)
- Francia (9)
- Georgia (3)
- Germania (6)
- Giappone (9)
- Grecia (9)
- India (4)
- Israele (10)
- Italia (10)
- Kazakistan (9)
- Kirghizistan (2)
- Lettonia (3)
- Libano (1)
- Lituania (4)
- Macedonia del Nord (1)
- Malaysia (3)
- Messico (10)
- Moldavia (4)
- Mongolia (2)
- Montenegro (2)
- Norvegia (4)
- Polonia (6)
- Portogallo (4)
- Porto Rico (2)
- Rep. Ceca (2)
- Romania (3)
- Russia (8)
- San Marino (3)
- Serbia (1)
- Slovacchia (2)
- Slovenia (4)
- Spagna (9)
- Sri Lanka (1)
- Stati Uniti (9)
- Sudafrica (3)
- Svezia (3)
- Thailandia (2)
- Turchia (3)
- Ucraina (9)
- Ungheria (10)
- Uzbekistan (9)

## Podi
| Evento                | Oro                                                                                                   | Punti   | Argento                                                                                          | Punti   | Bronzo | Punti   |
| Individuale           | |         |                                                                                                  |         | |         |
| Cerchio               | Ekaterina Seleznëva                                                                                   | 23,500  | Linoy Ashram                                                                                     | 23,400  | Dina Averina                                                                                                | 23,350  |
| Palla                 | Dina Averina                                                                                          | 23,500  | Arina Averina                                                                                    | 23,050  | Linoy Ashram                                                                                                | 22,400  |
| Clavette              | Dina Averina                                                                                          | 23,800  | Linoy Ashram                                                                                     | 23,300  | Vlada Nikol'čenko                                                                                           | 22,350  |
| Nastro                | Dina Averina                                                                                          | 21,800  | Linoy Ashram                                                                                     | 20,750  | Ekaterina Seleznëva                                                                                         | 20,650  |
| Completo              | Dina Averina                                                                                          | 91,400  | Arina Averina                                                                                    | 91,100  | Linoy Ashram                                                                                                | 89,700  |
| A squadre             | |         |                                                                                                  |         | |         |
| Completo              | Russia Arina Averina Dina Averina Ekaterina Seleznëva                                                 | 186,500 | Israele Linoy Ashram Nicol Zelikman Nicol Voronkov Yuliana Telegina                              | 174,750 | Bielorussia Kacjaryna Halkina Alina Harnas'ko Anastasija Salos                                              | 168,550 |
| A gruppi              | |         |                                                                                                  |         | |         |
| 5 palle               | Giappone Rie Matsubara Sakura Noshitani Sayuri Sugimoto Ayuka Suzuki Nanami Takenaka Kiko Yokota      | 29,550  | Bulgaria Simona Djankova Stefani Kirjakova Madlen Radukanova Laura Traets Erika Zafirova         | 29,350  | Russia Evgenija Levanova Anastasija Maksimova Anastasija Šišmakova Anželika Stubajlo Marija Tolkačëva       | 28,150  |
| 3 cerchi e 4 clavette | Russia Evgenija Levanova Anastasija Maksimova Anastasija Šišmakova Anželika Stubajlo Marija Tolkačëva | 29,450  | Giappone Rie Matsubara Sakura Noshitani Sayuri Sugimoto Ayuka Suzuki Nanami Takenaka Kiko Yokota | 29,400  | Italia Anna Basta Martina Centofanti Letizia Cicconcelli Agnese Duranti Alessia Maurelli Martina Santandrea | 29,200  |
| Completo              | Russia Evgenija Levanova Anastasija Maksimova Anastasija Šišmakova Anželika Stubajlo Marija Tolkačëva | 58,700  | Giappone Rie Matsubara Sakura Noshitani Sayuri Sugimoto Ayuka Suzuki Nanami Takenaka Kiko Yokota | 58,200  | Bulgaria Simona Djankova Stefani Kirjakova Madlen Radukanova Laura Traets Erika Zafirova                    | 58,000  |

## Medagliere
| Pos.   | Paese       | Oro | Argento | Bronzo | Totale |
| ------ | ----------- | --- | ------- | ------ | ------ |
| 1      | Russia      | 8   | 2       | 3      | 13     |
| 2      | Giappone    | 1   | 2       | 0      | 3      |
| 3      | Israele     | 0   | 4       | 2      | 6      |
| 4      | Bulgaria    | 0   | 1       | 1      | 2      |
| 5      | Bielorussia | 0   | 0       | 1      | 1      |
| 5      | Italia      | 0   | 0       | 1      | 1      |
| 5      | Ucraina     | 0   | 0       | 1      | 1      |
| Totale | Totale      | 9   | 9       | 9      | 27     |